# Tirolo (Austria)

Logo

Lo Stato federato del Tirolo, o semplicemente Tirolo (in tedesco Land Tirol o Tirol), è uno degli Stati federati (Länder) dell'Austria, composto da due parti, il Tirolo del Nord (Nordtirol) e il Tirolo Orientale (Osttirol).

## Geografia fisica
Confina a sud-ovest con la Svizzera (Cantone dei Grigioni), a ovest con il Vorarlberg, a nord con la Germania (Baviera), a est con la Carinzia e il Salisburghese e a sud con l'Italia (Provincia autonoma di Bolzano in Trentino-Alto Adige e Provincia di Belluno in Veneto).

### Monti
Il Tirolo è particolarmente montuoso.
Le sezioni e sottosezioni alpine che lo interessano sono:
- Alpi Retiche orientali (Alpi Venoste, Alpi dello Stubai)
- Alpi dei Tauri occidentali (Alpi della Zillertal, Alti Tauri, Alpi Pusteresi)
- Alpi Calcaree Nordtirolesi (Alpi della Lechtal, Monti di Mieming e del Wetterstein, Monti del Karwendel, Alpi di Brandenberg, Monti del Kaiser)
- Alpi Scistose Tirolesi (Prealpi del Tux, Alpi di Kitzbühel)
- Alpi Carniche e della Gail (Alpi della Gail).

## Storia recente

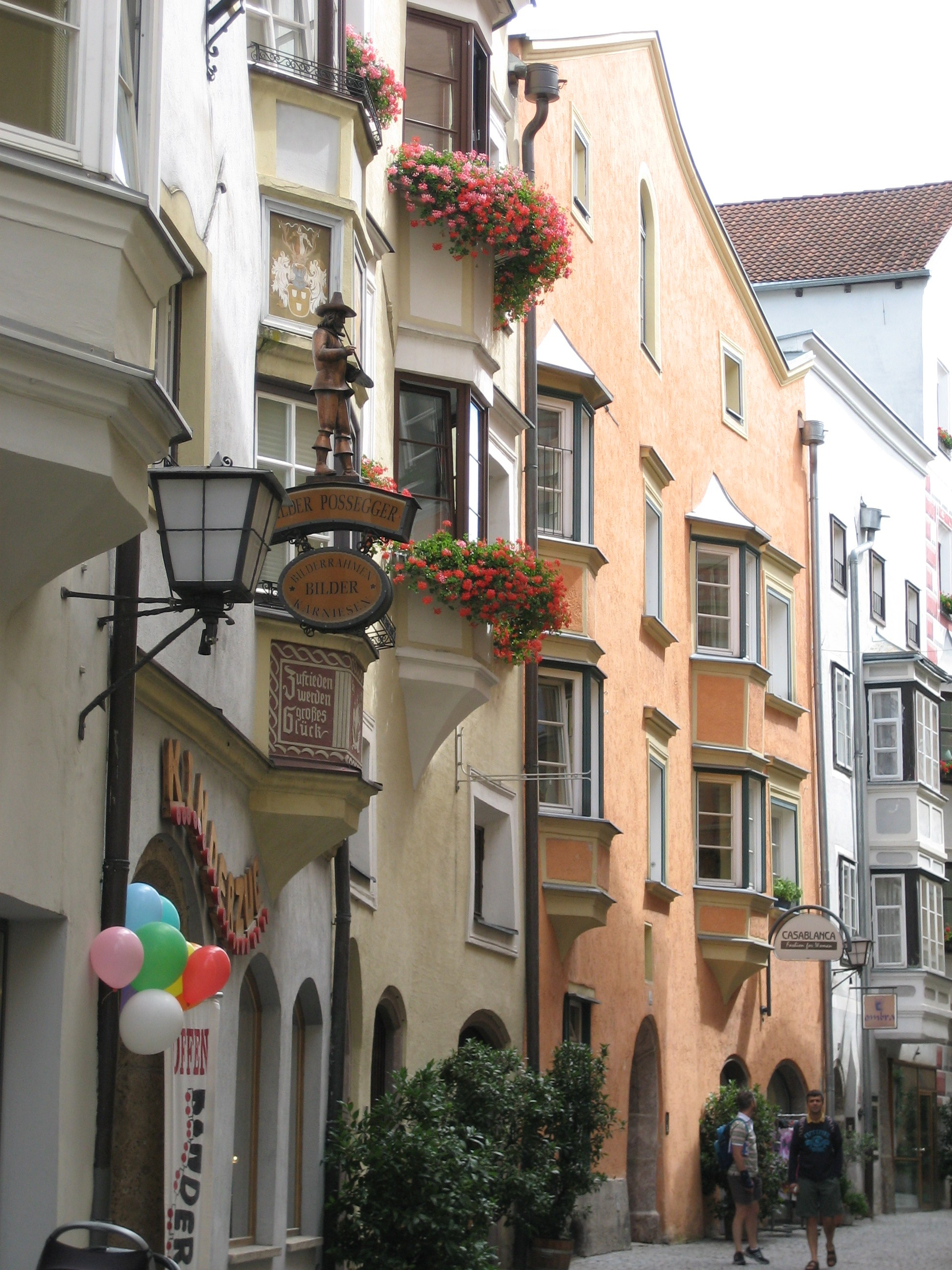
Hall in Tirol (Innsbruck-Land)

Nel 1919, il Trattato di Saint Germain determinò la separazione del Tirolo meridionale, corrispondente all'attuale Trentino-Alto Adige più i comuni di Livinallongo del Col di Lana, Colle Santa Lucia e Ampezzo nell'attuale Veneto assegnate all'Italia, dall'Austria (Repubblica dell'Austria tedesca), cui rimase il resto della contea del Tirolo a nord e ad est delle Alpi. Vi furono svariati tentativi di costituire uno Stato autonomo o di annessione al Reich Tedesco.
Negli anni Venti, grazie alla costruzione di infrastrutture (strade, linee ferroviarie, centrali elettriche) e al riavvio del turismo (costruzione di funivie), l'economia si stabilizzò per un breve periodo, prima dei contraccolpi della crisi economica mondiale.
Nel febbraio del 1934, vi furono alcuni scontri tra lo Schutzbund socialdemocratico e le forze governative.
Il 12 marzo 1938, l'Heer tedesco invase l'Austria. Fu costituito il Gau Tirol-Vorarlberg e il Tirolo dell'Est fu assegnato al Gau Carinzia.
In seguito agli accordi fra Hitler e Mussolini, vi immigrarono circa settantamila persone provenienti dall'Alto Adige: la metà di queste si insediò in villaggi appositamente creati. Dopo la guerra, circa un terzo degli immigrati tornò nei luoghi di origine.

Nel 1943, la zona fu colpita da bombardamenti alleati.
Quando, il 3 maggio 1945, le truppe americane entrarono a Innsbruck, le organizzazioni della resistenza furono in grado di proporre un governo provvisorio.
Nell'estate del 1945, il Tirolo faceva parte della zona di occupazione francese, mentre il Tirolo dell'Est apparteneva a quella britannica. Al termine della Seconda guerra mondiale, l'Austria, in qualità di Paese vittima della Germania nazista, chiese di riottenere il territorio della attuale provincia autonoma di Bolzano, sperando così di riunire il Tirolo. Questa richiesta, però, non fu accolta.
Nel 1947, il Tirolo dell'Est fu riunito con quello del Nord. Il 15 maggio 1955, le ultime truppe d'occupazione lasciarono il Paese. In questo periodo, vi fu una ripresa economica e lo Stato passò da un'economia prevalentemente agraria a una basata sull'industria e sui servizi. Vi fu anche un'espansione dell'industria turistica.
Alla fine degli anni Cinquanta, furono costruite molte strade e autostrade. Innsbruck fu per due volte sede dei Giochi olimpici invernali (1964 e 1976).
Dal 1948 l'inno ufficiale è l'Andreas-Hofer-Lied (Il Canto di Andreas Hofer).
Negli anni Ottanta, vi furono alcune critiche da parte della popolazione sugli effetti dell'aumento del traffico e del turismo. Con l'ingresso dell'Austria nell'Unione europea, avvenuto nel 1995, è stato possibile costituire la Euregio Tirolo-Alto Adige-Trentino per permettere la collaborazione economica, culturale e politica dell'area sovranazionale.

## Amministrazione

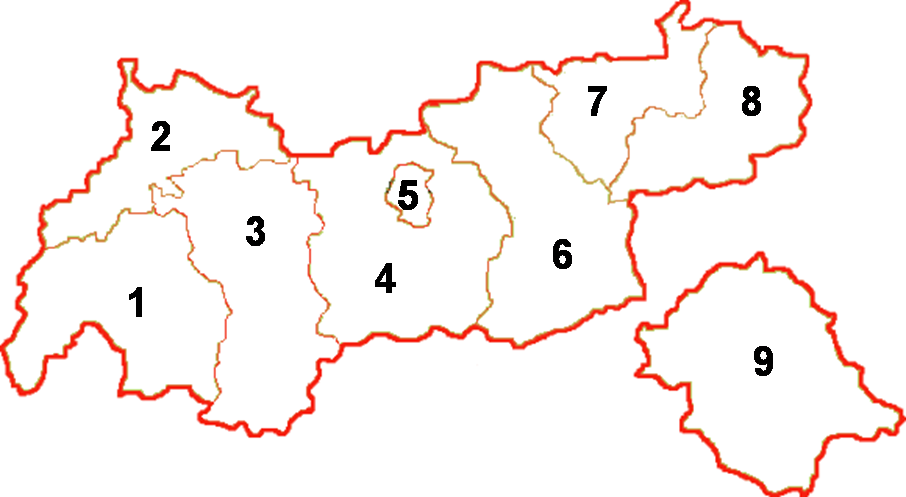

Il Tirolo è suddiviso in otto distretti (Bezirke) e una città statutaria:
Città statutaria
- Innsbruck (5)

Distretti
- Landeck (1)
- Reutte (2)
- Imst (3)
- Innsbruck-Land (4)
- Schwaz (6)
- Kufstein (7)
- Kitzbühel (8)
- Lienz (Tirolo orientale) (9)

## Società e cultura

### Religione
Pur rimanendo una regione con un saldo legame con la tradizione cattolica, le provincie del Tirolo stanno muovendosi lentamente verso un processo di laicizzazione.